# Otto Nordenskjöld
Nils Otto Gustaf Nordenskjöld, il cui cognome è altrimenti traslitterato come Nordenskiöld (Hässleby, 6 dicembre 1869 – Göteborg, 2 giugno 1928), è stato un geologo, geografo ed esploratore svedese.
Nato in una famiglia finno-svedese ha tra i suoi parenti Adolf Erik Nordenskjöld, esploratore artico. Studente all'Università di Uppsala ottiene il dottorato in geologia nel 1894, e diventa successivamente lettore e poi professore associato presso il dipartimento di geologia dell'università.

## Esploratore
Otto Nordenskjöld conduce diverse spedizioni mineralogiche in Patagonia negli anni 1890 ed una missione in Alaska e nell'area del Klondike nel 1898. Nel 1900 prese parte alla spedizioni danese di Georg Carl Amdrup lungo la costa orientale della Groenlandia.
Tra il 1901 ed il 1904 guida la spedizione antartica svedese. Partito a bordo della nave Antarctic, al comando del capitano Carl Anton Larsen, Nordenskjöld rimane con alcuni compagni (tra cui l'argentino José Sobral) sull'isola Snow Hill (nei pressi della penisola Antartica) per trascorrervi l'inverno mentre la nave fa rotta verso le isole Falkland.
Sfortunatamente l'anno successivo l'Antarctic viene stritolata dai ghiacci e gli uomini della spedizione devono trascorrere un altro anno in Antartide in attesa della corvetta argentina Uruguay inviata in missione di soccorso.

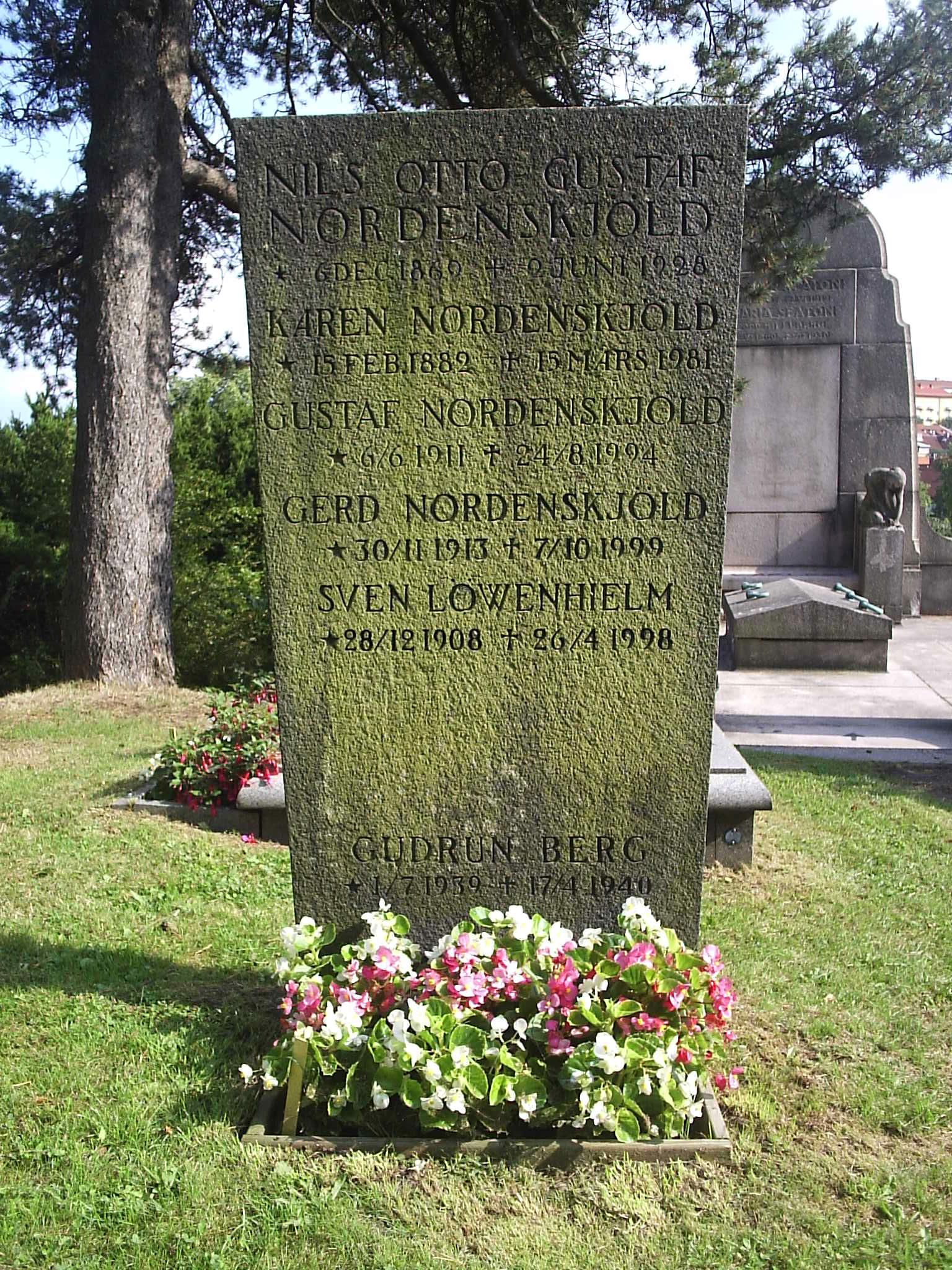
Tomba della famiglia Nordenskjöld, Göteborg.

Nonostante questi inconvenienti la missione è considerata un successo dal punto di vista scientifico, dato che è stato possibile esplorare buona parte della costa Graham, compreso capo Longing, l'isola James Ross, l'arcipelago di Joinville e l'arcipelago Palmer. La spedizione, che riportò anche numerosi campioni geologici e marini, dette una larga fama a Nordenskjöld, ma lo lasciò pesantemente indebitato.

## Studioso
Nel 1905 Otto Nordenskjöld accetta l'incarico di professore di geografia ed etnografia presso l'Università di Göteborg.
Nordenskjöld organizza nel 1909 una spedizione in Groenlandia e ritorna in Sud America per esplorare Cile e Perù sul finire degli anni venti (numerosi campioni della spedizione sono visibili al Museo di Storia Naturale di Lima).
Nordenskjöld ha anche studiato gli effetti dell'inverno sul clima alpino. La sua formula è ancora oggi utilizzata per la classificazione dei climi polari.

## Luoghi dedicati
Numerosi luoghi geografici sono dedicati a Otto Nordenskjöld. Tra i principali:
- Lago Nordenskjöld, un lago alpino nel parco nazionale Torres del Paine, Cile.
- Costa di Nordenskjöld, una sezione di costa della penisola Antartica.
- Bacino Nordenskjöld, un bacino oceanico.
- Lingua Nordenskjöld, una lingua glaciale sul Mare di Ross.
- Ghiacciaio Nordenskjöld, un ghiacciaio della Georgia del Sud.
- Affioramento Nordenskjöld, un affioramento roccioso della penisola Antartica.
- Picco Nordenskjöld, una montagna della Georgia del Sud.

Inoltre a lui è dedicato il campo base antartico formato dalla baes finlandese Aboa e dalla stazione svedese Wasa.

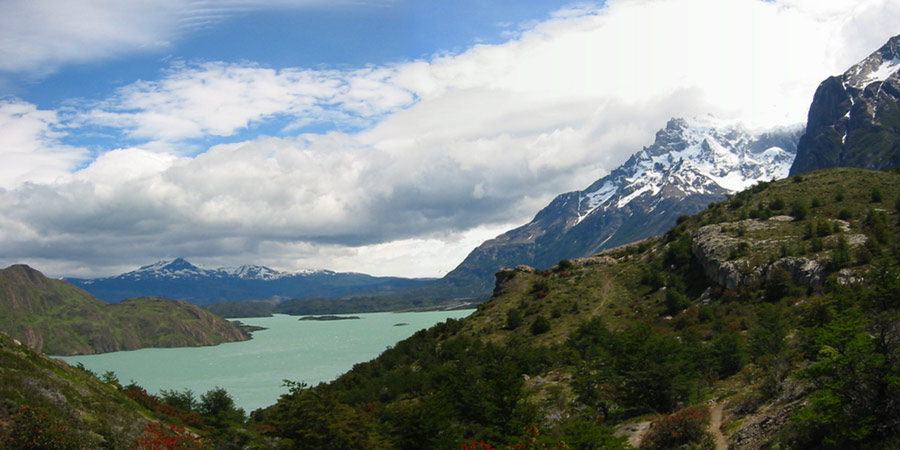
Lago Nordenskjold, Cile

## Pubblicazioni
- (EN)  Antarctica: Or, Two years amongst the ice of the South Pole ISBN 0-208-01642-2.
- (SV)  con S. A. Duse (1905), Bland pingvinar ock sälar, minnen från Svenska sydpolarexpeditionen 1901-03.